# Ватома
Ватома — река в Нижегородской области России. Устье реки находится в 2196 км от устья Волги по левому берегу. Длина реки составляет 52 км, площадь водосборного бассейна — 355 км². Почти всё течение реки проходит по городскому округу Бор, устье и заключительные километры течения — в Кстовском районе.
Река образуется слиянием у посёлка Ватомский двух небольших речек Средняя и Нестериха, вытекающих из обширных болот к северу от этого посёлка. река течёт на юго-запад и юг, протекает многочисленные населённые пункты, крупнейшие из которых сёла Городищи, Селище, Садовая, Марково. Впадает в глубокий волжский затон, известный также как озеро Колодовец ниже города Кстово.

### Притоки
(указано расстояние от устья)
- 31 км: река Шехонка (пр)

## Данные водного реестра
По данным государственного водного реестра России относится к Верхневолжскому бассейновому округу, водохозяйственный участок реки — Волга от устья реки Ока до Чебоксарского гидроузла (Чебоксарское водохранилище), без рек Сура и Ветлуга, речной подбассейн реки — Волга от впадения Оки до Куйбышевского водохранилища (без бассейна Суры). Речной бассейн реки — (Верхняя) Волга до Куйбышевского водохранилища (без бассейна Оки).
Код объекта в государственном водном реестре — 08010400312110000034172.